# Església parroquial de Sant Bartomeu (Agullent)
L'església parroquial de Sant Bartomeu és una església situada al carrer de l'Església, al municipi d'Agullent. És un Bé de Rellevància Local amb identificador nombre 46.24.004-003.
Va ser erigida com a parròquia al segle xv.
El seu exterior és discret i sobri. El temple es va construir als segles xiv i xv. El seu interior, inicialment d'estil renaixentista, va ser redecorat en barroc valencià als segles xvii i xviii. Alberga un retaule atribuït a l'escola de Joan de Joanes.